# Pitara subarcuata
Pitara subarcuata är en fjärilsart som beskrevs av Walker 1865. Pitara subarcuata ingår i släktet Pitara och familjen nattflyn. Inga underarter finns listade i Catalogue of Life.